# Romane Hamelin
Romane Hamelin est une gymnaste artistique française, née le 8 mars 2009 à Brive-la-Gaillarde (Corrèze).  

## Biographie

### Débuts et années juniors
Elle commence la gymnastique à Brive à l’âge de 4 ans et demi. En 2020, elle intègre le pôle France de Saint-Étienne. En avril 2022, Romane Hamelin connait sa première sélection en équipe de France pour participer à la Budapest Elek Matolay en Hongrie. Une blessure au pied l'éloigne alors quelque temps des pratiquables. Elle fait sont retour avril 2023 lorsqu'elle devient championne de France junior aux barres asymétriques. 
En 2024, Romane Hamelin est réserve de l'équipe de France Junior pour les championnats d'Europe de Rimini . Aux championnat de France Elite, elle remporte la médaille d'argent aux barres asymétrique derrière la pépite Elena Colas. En octobre 2024, elle est sélectionnée pour les gymnasiades au Bahreïn. Romane Hamelin devient championne du monde scolaire par équipe et aux barres asymétriques. 
La gymnaste effectue son dernier engagement en tant que junior au tournoi de Combs la Ville. Membre de la seconde équipe française engagée, elle remportent la médaille de bronze derrière l'équipe 1 française et les Etats-Unis. Romane Hamelin remporte ensuite la médaille de bronze en finale aux barres asymétriques.

### Sénior
Après une troisième place au test de sélection pour les championnats d'Europe, elle gagne sa place dans le collectif senior. Pour ses premiers championnats de France en tant que sénior en avril 2025 à Agen, elle s'empare de la quatrième place du concours général avec 49,650 pts et s'offre une médaille de bronze aux barres asymétriques. Un mois après, elle participe à l'âge de 16 ans aux Championnats d'Europe au coté de Morgane Osyssek, Lorette Charpy, Ming Gherardi et Djenna Laroui. Elle ramène une médaille de bronze au concours général par équipe, alignée aux barres et à la poutre.

## Palmarès

### Championnats d'Europe
- 2025 - Leipzig
  -  Médaille de bronze au concours général par équipe

### Championnats de France
- 2025 - Agen
  - 4è au concours général individuel
  -  Médaille de bronze aux barres asymétriques
- 2024 - Lyon
  - 6è au concours général individuel junior
  -  Médaille d'argent aux barres asymétriques junior
- 2023 - Saint-Brieuc
  - 8è au concours général individuel junior
  -  Médaille d'or aux barres asymétriques junior